# 鴨川源二
鴨川 源二（かもがわ げんじ）は、森川ジョージの漫画作品および、それを原作とするアニメ『はじめの一歩』に登場する架空の人物。

## 人物
鴨川ボクシングジム会長。頑固一徹に根性論・精神論を説きながらも、科学的根拠に基づいたボクシング理論と的確な指導により、現役の世界スーパーミドル級王者鷹村守や、東洋太平洋王者であった宮田一郎の父親など、数多くのボクサーを育て上げた名伯楽。
試合ではセコンドも務め、カットマンとしても一流の腕を見せる。主人公・幕之内一歩が最も尊敬し強い信頼を寄せるボクシングの師である。生年月日は1917年1月15日。山羊座のA型。一人称は「ワシ」だが、青年時代は「オレ」だった。
戦う相手の試合をビデオで見て弱点を見つけるなど戦略眼にも長け、間柴戦でも大いに役立った。
70歳をとうに過ぎてなおその秘めたセンスと実力は錆びついていない。ジムでは毎回鷹村や一歩のハードパンチャー相手にパンチングミットを持ったり、酒の勢いで始まった鷹村守との取っ組み合いでタイミングバッチリのカウンターをジャストミートしたりした。
また猫田との挨拶代わりの打ち合いでは、周囲に「70過ぎの老人の動きじゃない」「不覚にもパンチが見えなかった」と言わしめ、さらに猫田とのケンカの際、仲裁に入った一歩を（猫田との二人がかりではあったが）瞬時に征するなど、老人とは思えない機敏な動きを見せることがある。
自身の意志に忠実であるがゆえに、時に頑固になり頭に血が上りやすい。自分と比べて気さくな面の目立つ性格の猫田がジム生に人気になった時は、笑顔を作って接しようとしたり、コミュニケーションを反省したり、浜が愛称で呼ばれることに嫉妬するなど、自身の不器用さにも思うところがあるようである。
鷹村を初めとするジム生の度を越えた悪ふざけに毎度癇癪を起こしているものの、彼等の頑張りは素直に評価しており、表では口にせぬものの「孝行息子たち」と呼んで感謝している。
一歩のことは名前で呼ぶことはせず常に「小僧」と呼び（初期のみ「一歩」と呼んでいた）、厳しい練習を課し叱咤激励しながらも、己の教えを体現し成長していく一歩の姿に現役時代の自分を重ね合わせて温かく見守っている。
その一方で普段の一歩の優柔不断な姿にはイラつく場面が多い。宮田戦が流れたことで一歩がモチベーションを失った際には、自ら破門を言い渡したほど（後に一歩が土下座して平謝りしたことで穏便に収まっている）。
愛弟子の一歩との対戦を自分勝手な理由からキャンセルした宮田親子には絶縁宣言をしている（表向きは絶縁宣言をしているものの、親子共々かつての鴨川ジムの門下生だったため、内心では今でも気に掛けている節がある）。
ジムの練習以外で外を出歩く時はカンカン帽とステッキを愛用している。ステッキは足腰が悪いからというより、鷹村たちの馬鹿騒ぎを叩いて一喝したり、一歩たち門下生に説教するために持ち歩いているようである。
マルコム・ゲドーに関するビデオ映像を借りようと仙台の塚原ジムまで出向いた際に、ゲドーによって八百長試合が仕組まれそれを塚原が見過ごしてしまったことを知り激昂。
傷害事件を起こして現行犯逮捕されてしまい、持っていたステッキは凶器として警察に押収された（それを知った鷹村が新しい杖を周囲に内緒で買ってきたが、悪ふざけの末にその杖で鴨川の頭を流血するほど叩いた挙句に、結局新たな杖は壊れてしまった）。
終戦直後に出会ったユキという女性と別れ際に「自分の育てたボクサーが世界を取ったら会いに行く」と約束し、後に鷹村が世界チャンピオンとなりその約束を果たす。しかし鴨川自身は「鷹村は生まれながらにして天才であり自身の拳を受け継ぐものとは言えない」と約束の半分しか達成できていないと語った。
キャラクター人気ランキングでは、連載200回記念及び500回記念にて13位にランク入り。

### 現役時代
若い頃は戦中・戦後のボクシング界で活躍したバンタム級の選手。本来のスタイルは技巧派のアウトボクサーであるが、重量が全く異なるアンダーソン戦では小手先の技術だけでは通用しないと判断したため、河川敷の土の壁に刺した丸太をパンチだけで埋め込むという、無茶なトレーニングで拳を強化して一歩ばりのインファイトスタイルで戦った。
時代に恵まれず、マネージャーの八木曰く世界に出られる器であったが、戦後は既に30歳近くになり全盛期を過ぎており結局世界に出ることはかなわなかった。猫田銀八、浜団吉とは戦中当時からの拳闘仲間でありライバル。猫のマークを施した戦闘機に乗った猫田銀八と共に航空隊の軍服で扉絵に登場したことから、戦争中は航空部隊の所属だった模様。
侍と称されるほどの愚直な根性で現在とは比べ物にならないほどのハードな日程で「拳闘」を行いながらも、アメリカの洗練された「ボクシング」を学ぼうとする姿勢を見せていた。
拳友である猫田・浜の敵討ちとなった対ラルフ・アンダーソン戦の前には、ウェルター級のアンダーソンとの体格差を克服する策として、自らの拳で丸太を川の土手に打ち付ける荒行を行い、無類のハードパンチを手に入れる。
試合では懐に飛び込んでボディブローを放つだけの余りにワンパターンな戦法ゆえに毎ラウンドのようにダウンさせられてKO寸前まで追い込まれるが、敗戦後の負傷を押してセコンドに現れた猫田のアドバイスと鴨川の最大の武器である勇気により、ついに二発ボディーにめり込ませ勝利。
そのエピソードの際に出逢った被爆者の娘・ユキとつかの間心を通わせるが、その一方で猫田のユキへの想いに気付き、生涯を拳闘に捧げることを宣言してあえて突き放し、その旅立ちを見送った。

## 得意技（現役時代）
鉄拳
鉄の意志で鍛え抜かれた拳。その威力はガードをしても腕に拳の痕を残し、アンダーソンの肋骨を一撃で粉砕骨折に追い込み、内臓にまで深々とダメージを与えた。その結果それまでのダメージやスタミナの消耗はあったが、ボディブロー2発でアンダーソンを撃沈させた。

## 担当声優
老年期
- 辻村真人 - ドラマCD『マガジンCDブック はじめの一歩』
- 内海賢二 - テレビアニメ第1期・第2期
- 飯塚昭三 - テレビアニメ第3期
- 佐藤正治 - ゲーム『はじめの一歩 FIGHTING SOULS』

青年期（戦後編）
- 宮野真守

## 備考
モデルはアベジムの会長、阿部幸四郎。
初めての世界戦に臨む鷹村に贈った言葉「努力したものが全て報われるとは限らん。しかし! 成功した者は皆すべからく努力しておる!!」は講談社週刊少年マガジン編集部に張り紙されている。
※「すべからく」は「すべて」という意味ではなく、「当然（当たり前のこととして）」という意味である。また、アニメ版では「皆すべて努力しておる」と変更されている。